# Sucherkamera

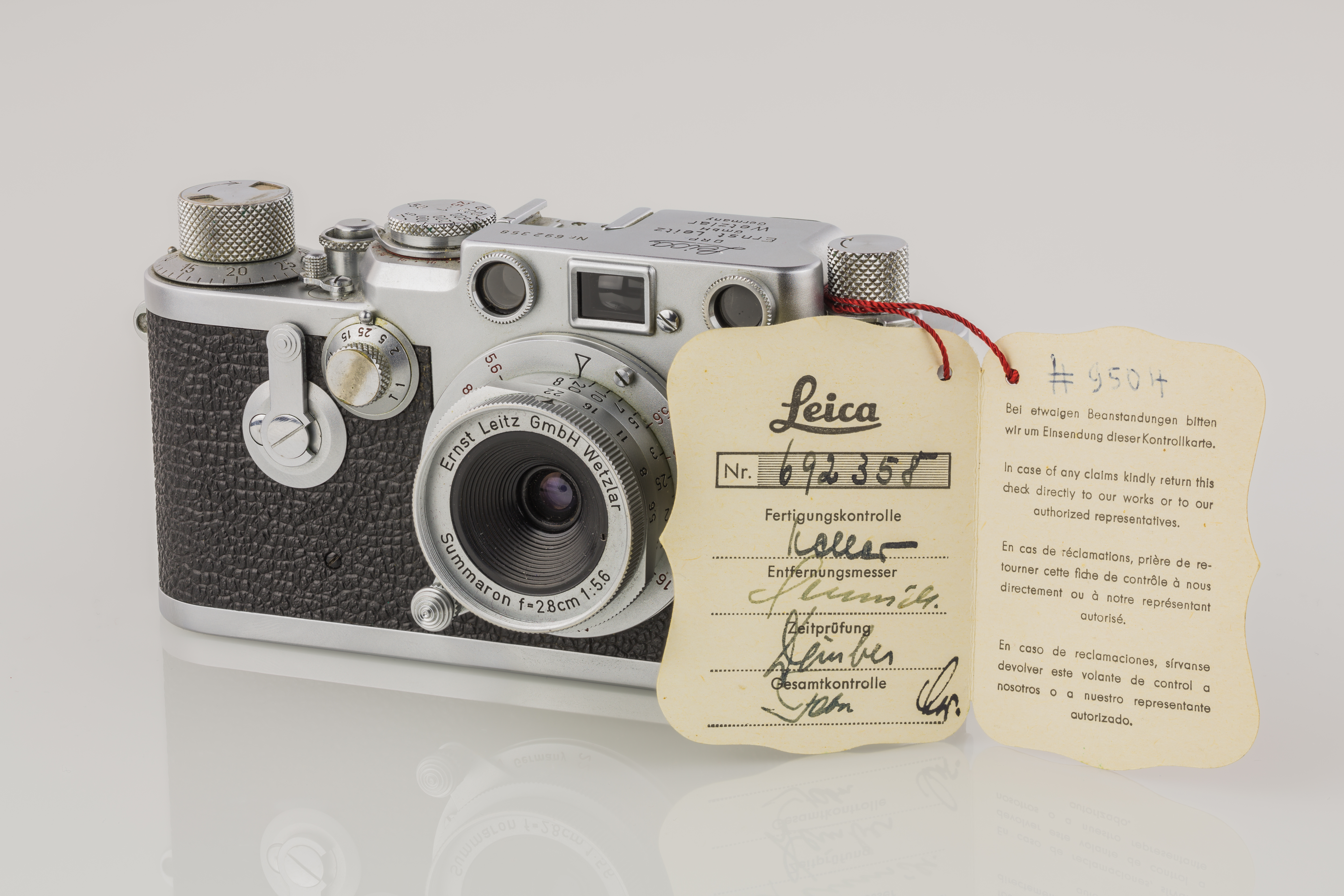
Legendäre Leica IIIf chrom – (1954) mit Selbstauslöser und seltenem Objektiv Leitz Summaron f=2,8cm 1:5,6

Die Sucherkamera ist ein Fotoapparat, bei dem das Objektiv nur dazu dient, den Film zu belichten. Für die Kontrolle des Bildausschnitts dient in der Regel eine separate Optik, der Sucher. Viele kompakte Digitalkameras werden jedoch heute ohne optischen Sucher angeboten, hier dient der Bildwandler in Verbindung mit einem Bildschirm als Sucherersatz. Digitale und Kleinbild-Sucherkameras ohne Wechselobjektiv werden auch als Kompaktkameras bezeichnet. Sie beherrschen sowohl hinsichtlich der Stückzahlen als auch der Umsätze den Markt der Fotoapparate. Sucherkameras sind in der Regel deutlich preisgünstiger als Spiegelreflexkameras mit vergleichbarem Aufnahmeformat, es gibt jedoch Sucherkameras, insbesondere solche mit Wechselobjektiven, auch in der gehobenen Preisklasse.

## Funktionsweise

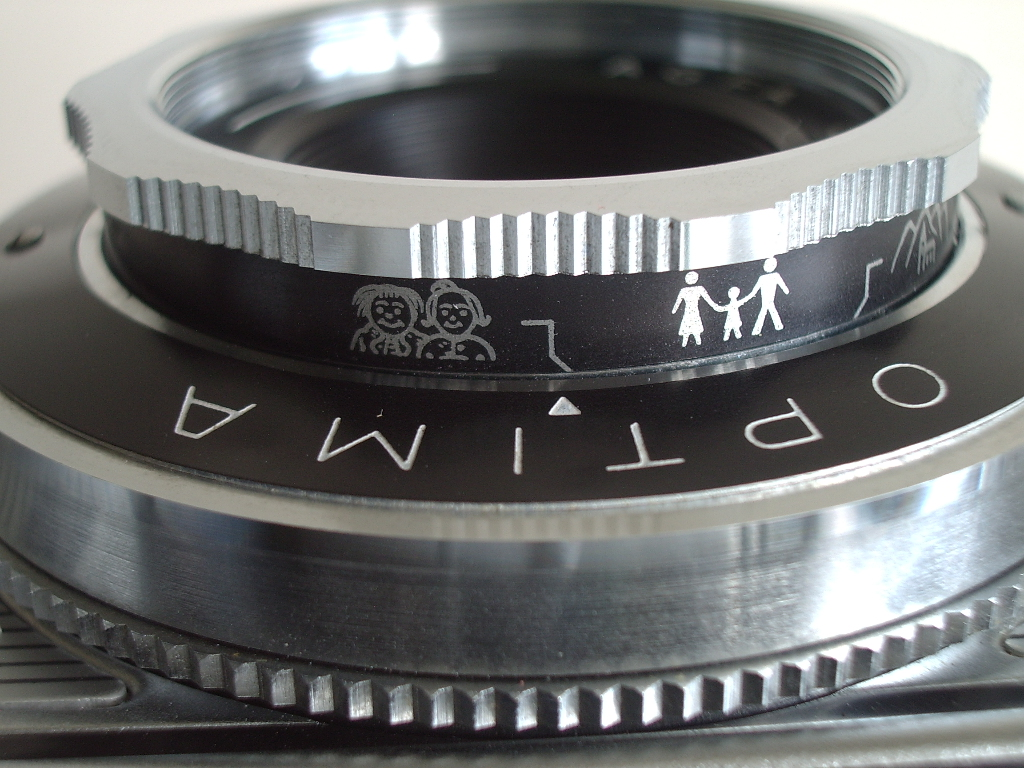
Entfernungseinstellung an einer Sucherkamera

Die Entfernungseinstellung erfolgt manuell (oft in Kombination mit einem eingebauten Mischbildentfernungsmesser als so genannte Messsucherkamera) und heute meist automatisch über einen Autofokus. Kameras der unteren Preisklasse besitzen ein Weitwinkelobjektiv geringer Lichtstärke und kommen daher ganz ohne Einstellung der Schärfe aus (Fixfokus-Objektiv). Früher gab es auch Sucherkameras mit manueller Scharfstellung ohne Entfernungsmesser; hier musste man dann schätzen.

## Vorteile
Den Nachteilen steht jedoch eine Reihe Vorteile gegenüber: Sucherkameras sind deutlich leichter und kleiner als Spiegelreflexkameras. Da kein Spiegel vor der Aufnahme umklappen muss, erfolgt diese weitaus leiser und ruhiger. Die Helligkeit des Sucherbildes hängt nicht vom verwendeten Objektiv ab.
Manche Objektiv- bzw. Abbildungskonstruktionen sind nur für Sucherkameras machbar. Bei manchen Objektiven würde der Spiegel einer Spiegelreflexkamera regelrecht im Wege stehen, Großformat- und Panoramakameras sind durchweg Sucherkameras.

## Nachteile
Die Sucherkamera weist eine Reihe von Nachteilen gegenüber der Spiegelreflexkamera auf: Die Übereinstimmung zwischen Sucherbild und dem tatsächlich aufgenommenen Ausschnitt ist nicht optimal, denn es entsteht besonders im Nahbereich eine Parallaxe (siehe auch Parallaxenausgleich). Es ist keine Kontrolle der Schärfentiefe im Sucher möglich. Ein Gegenstand vor dem Objektiv, etwa ein Finger, fällt im Sucherbild nicht auf. Der Einsatz von Wechselobjektiven ist nur bei wenigen professionellen Modellen möglich und hat nicht immer zur Folge, dass sich das Sucherbild entsprechend anpasst. Bei Einsatz von Teleobjektiven (ab 90 mm) ist der entsprechende Bildrahmen im Sucherbild sehr klein oder ein gesonderter Sucher erforderlich. Brennweiten größer als 135 mm werden deshalb für Sucherkameras praktisch nicht angeboten. Bei Zoomobjektiven müsste auch der Sucher eine Zoomfunktion besitzen, weshalb fast ausschließlich Wechselobjektive mit Festbrennweiten angeboten werden.
Diese Nachteile können bei spiegellosen Systemkameras mit elektronischem Sucher oder Hybridsucher, wie beispielsweise der Fujifilm X-Pro2, beseitigt werden. Bei diesen Kameras können wahlweise ein optischer Sucher nach dem herkömmlichen Prinzip, ein elektronischer Sucher, welcher das Bild vom Bildsensor liefert, oder ein optischer Sucher mit integriertem Bild des elektronischen Suchers (Hybrid) gewählt werden.

## Galerie

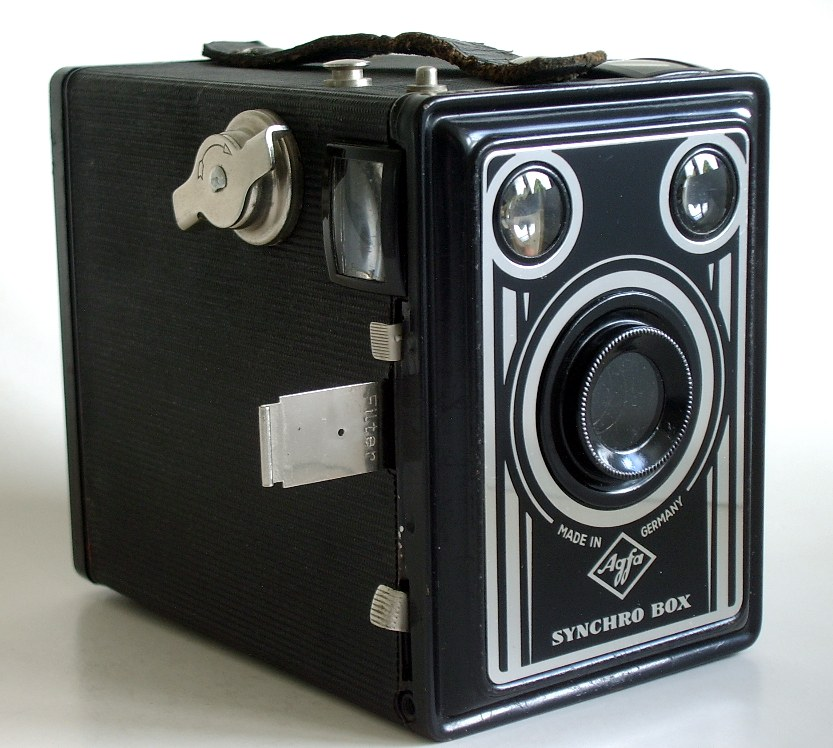
Boxkamera für Rollfilm mit zwei Suchern für das Hoch- und Querformat
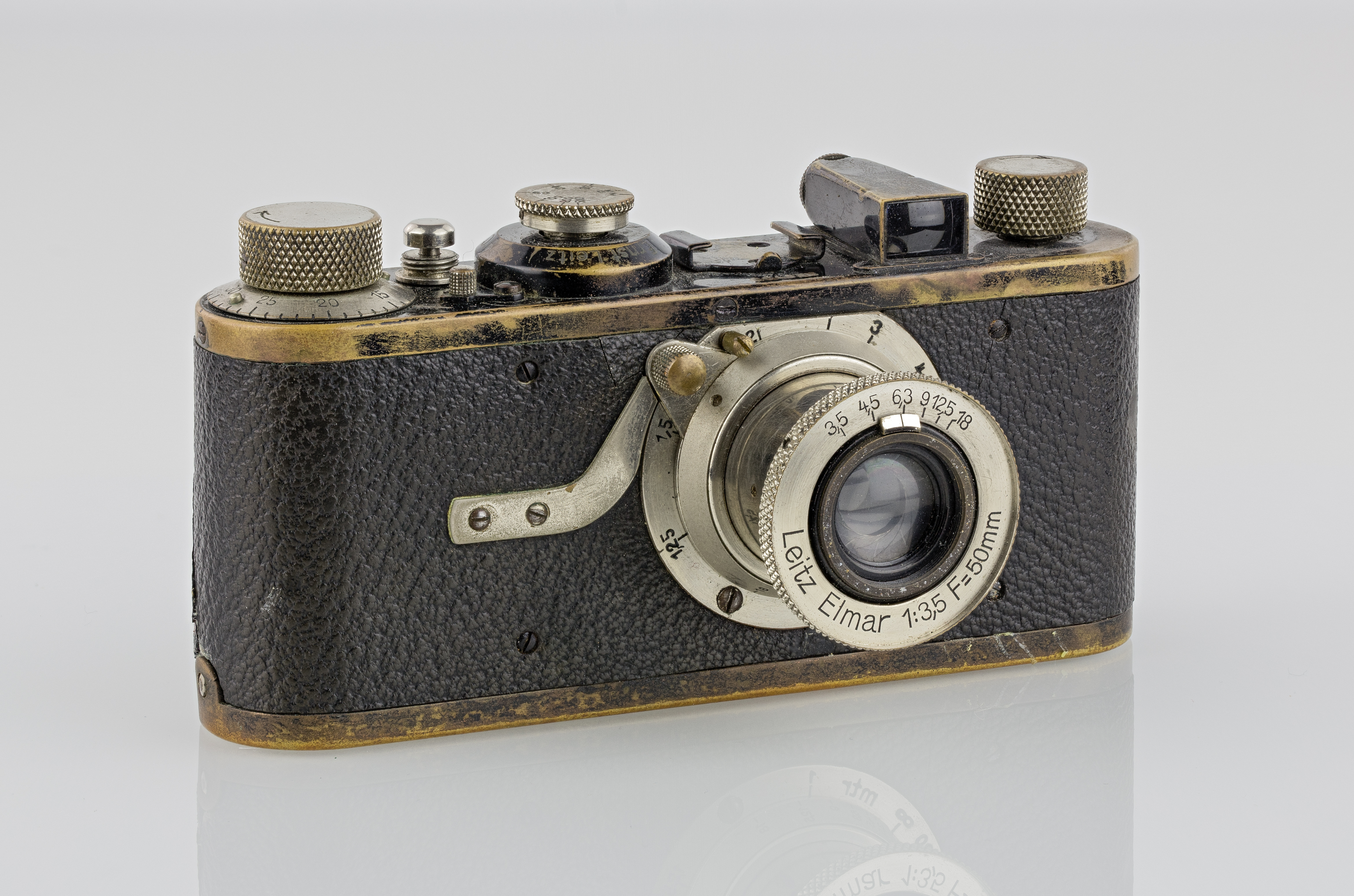
Leica I, Sucherkamera von 1927 mit Objektiv Leitz Elmar 1:3,5 F=5cm
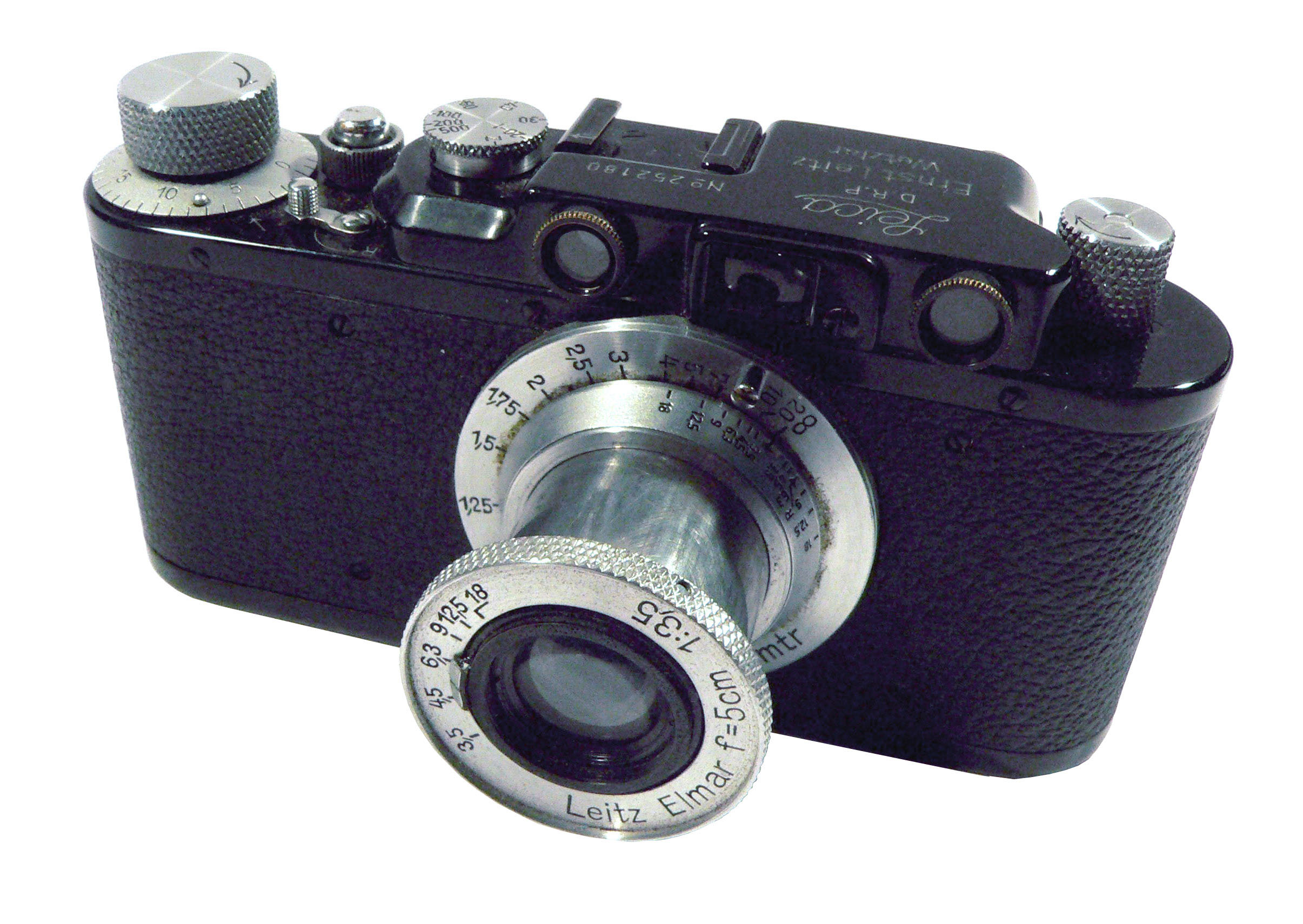
Leica II, Messsucherkamera mit Wechseloptik
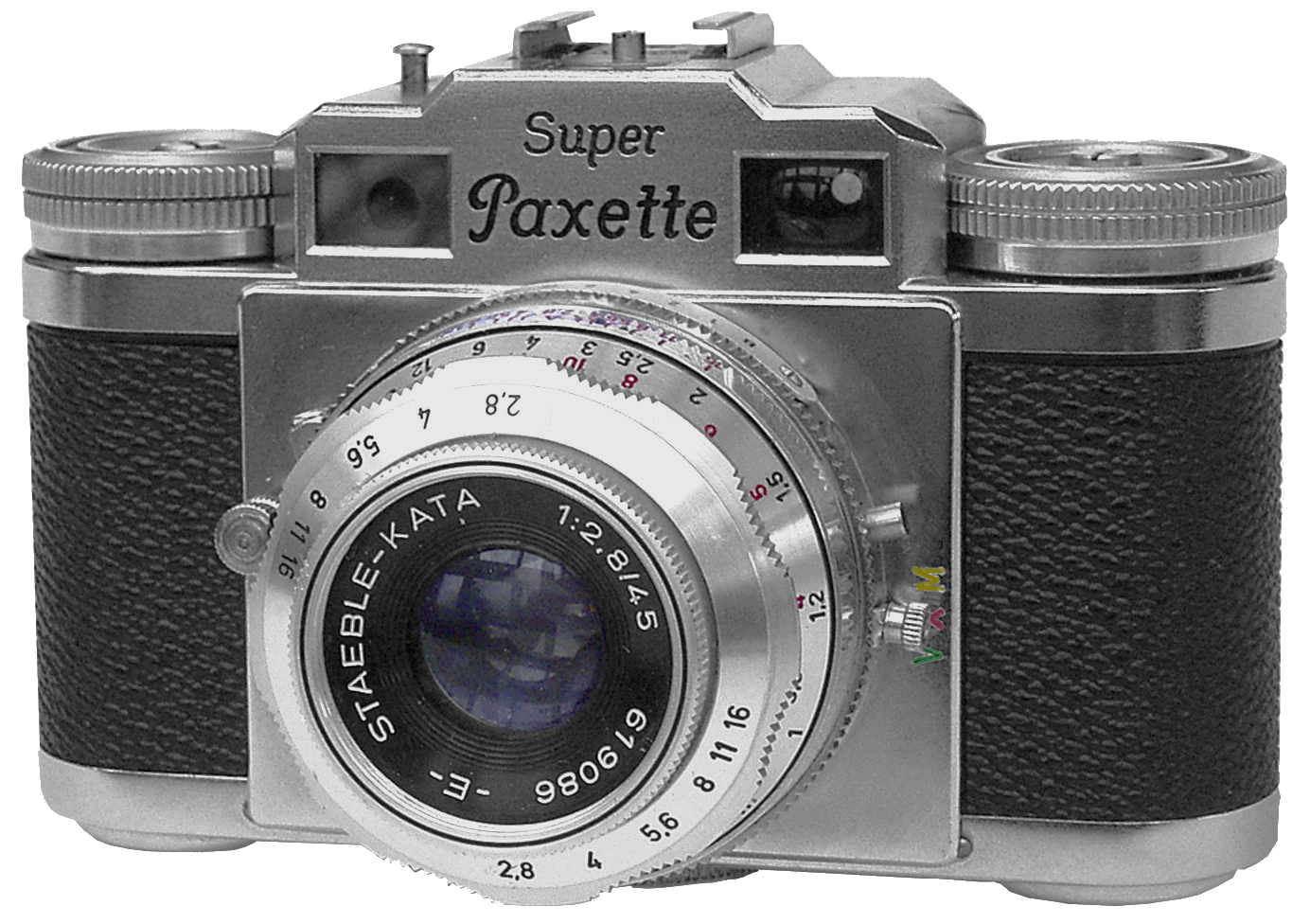
Braun Super Paxette I
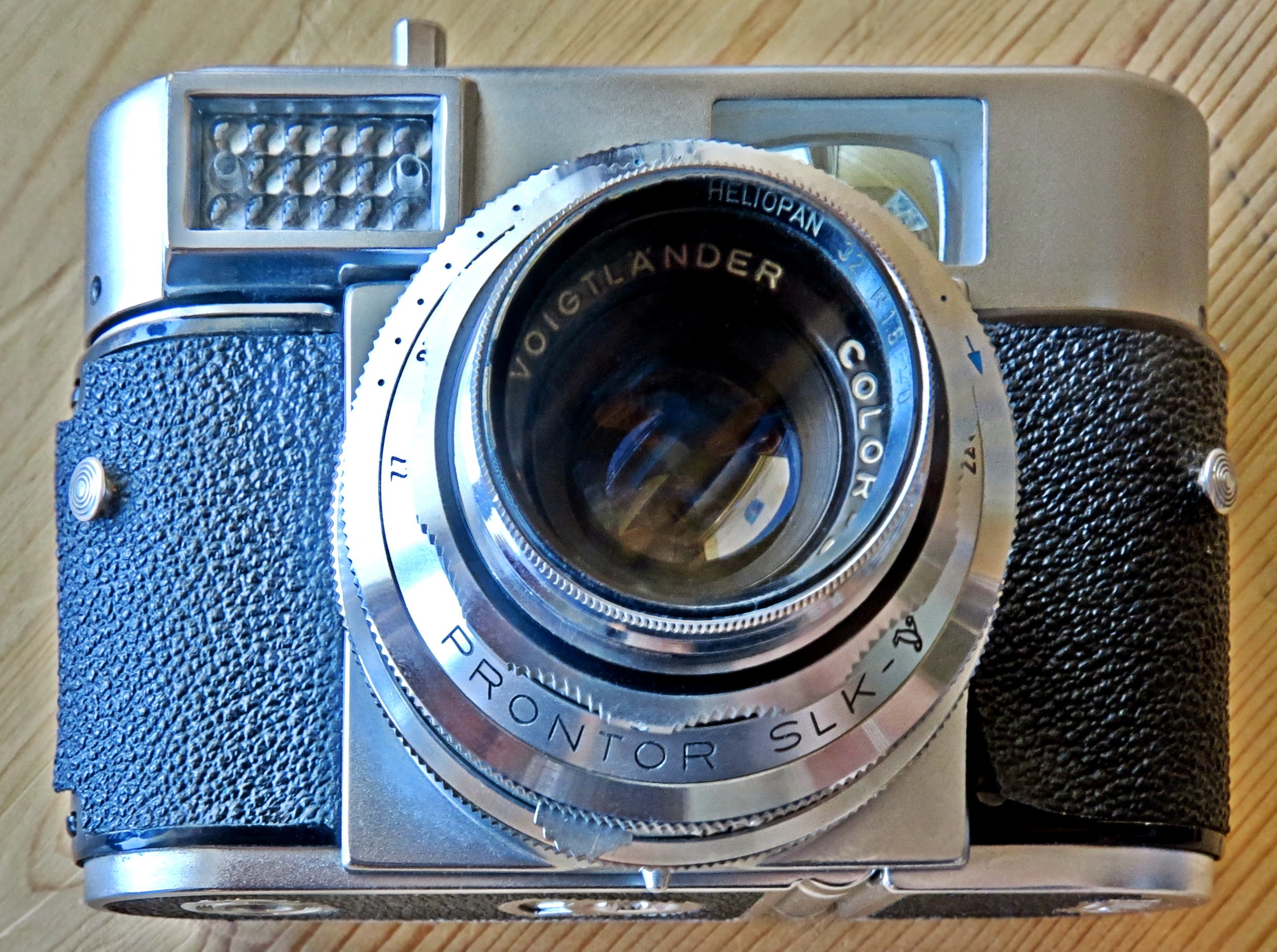
Voigtländer Vitomatic I Prontor (1957)
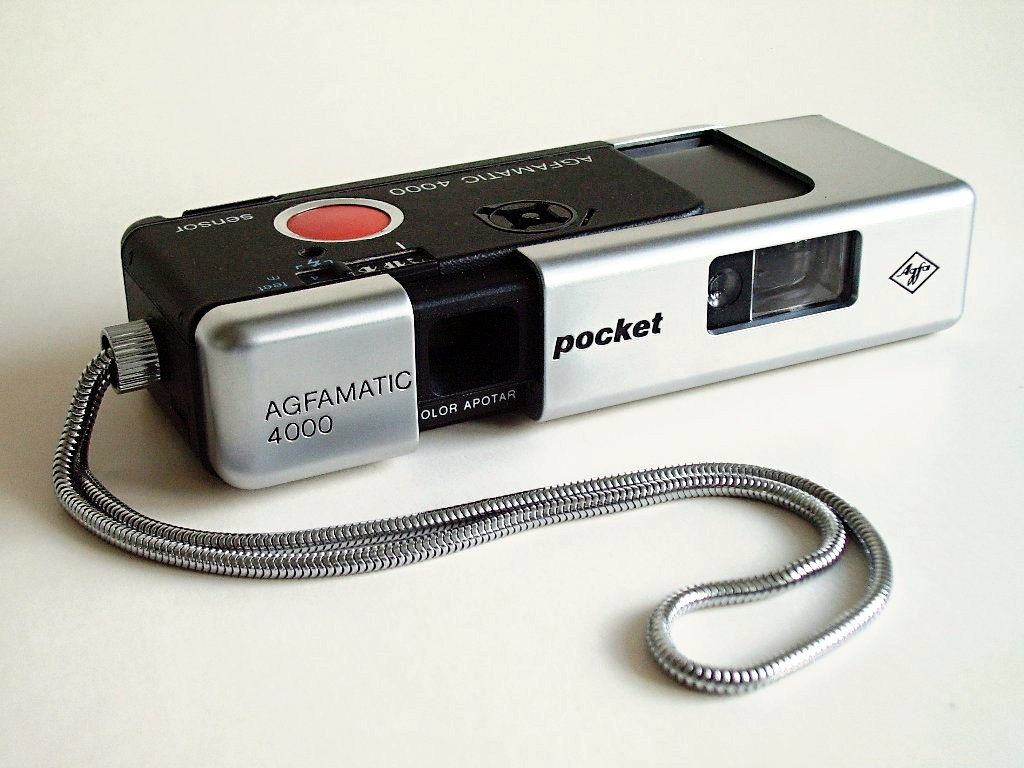
Pocketkamera
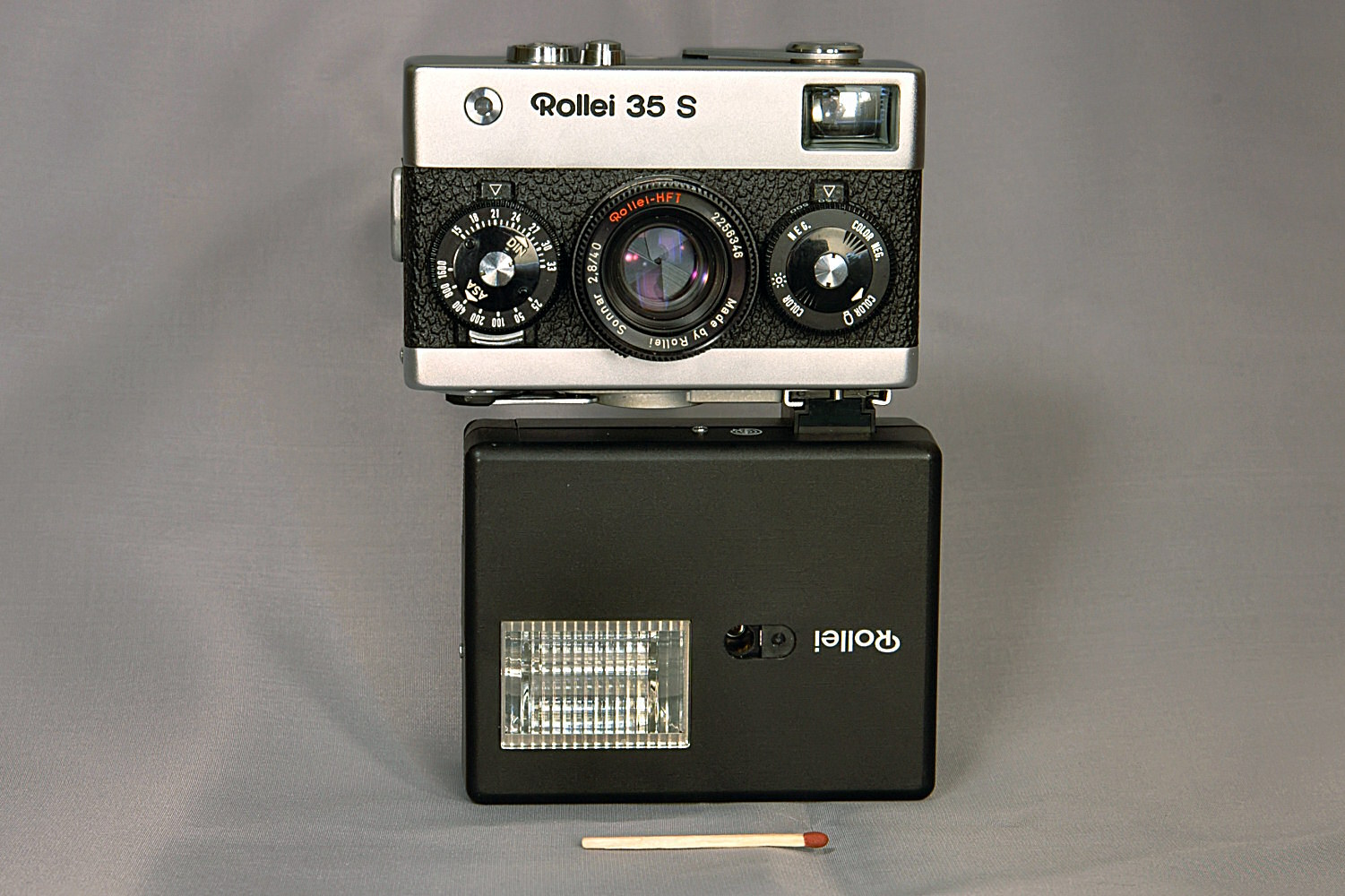
Rollei 35S mit Blitz
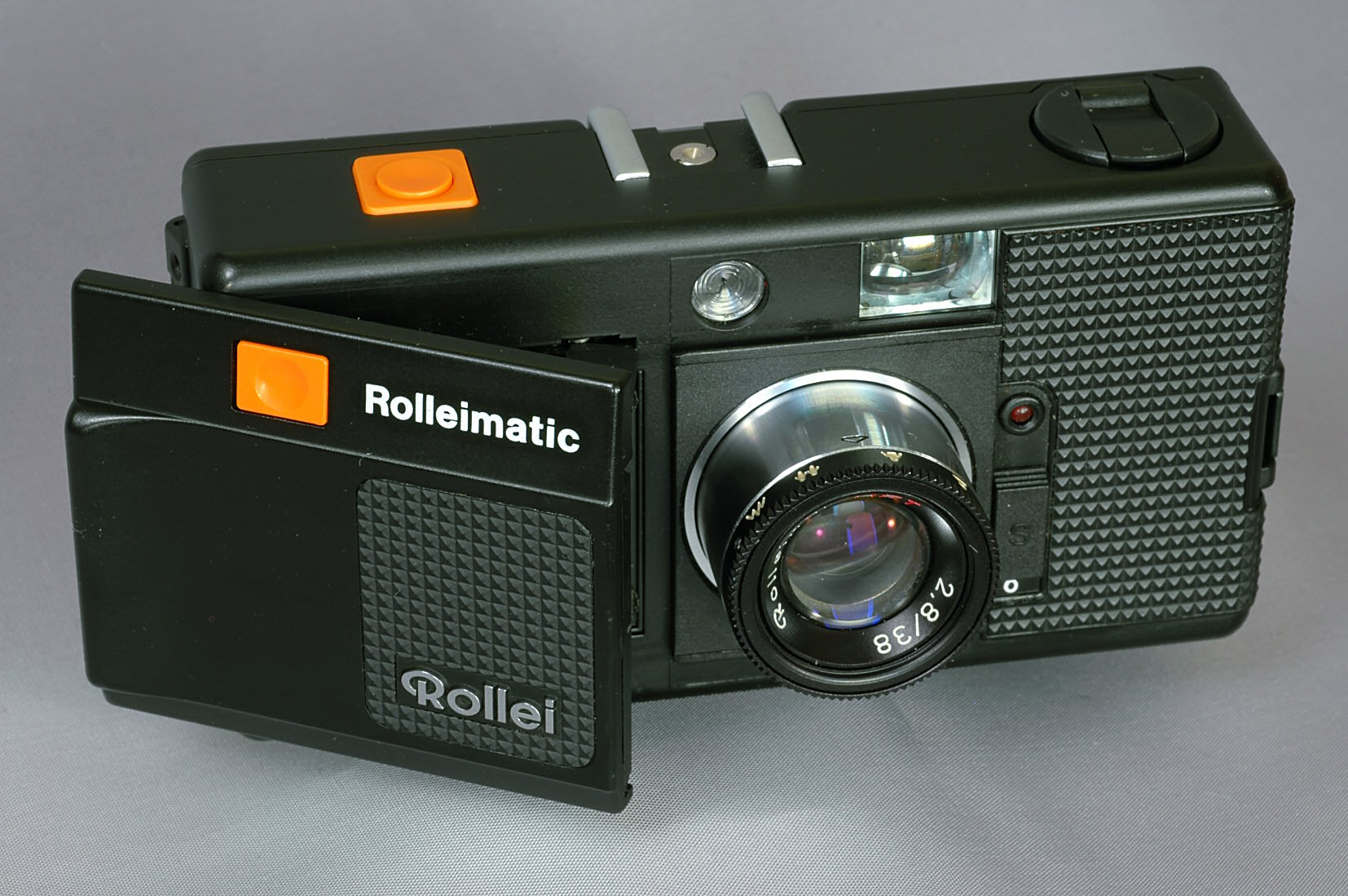
Rolleimatic Sucherkamera
Bedienung der Rolleimatic
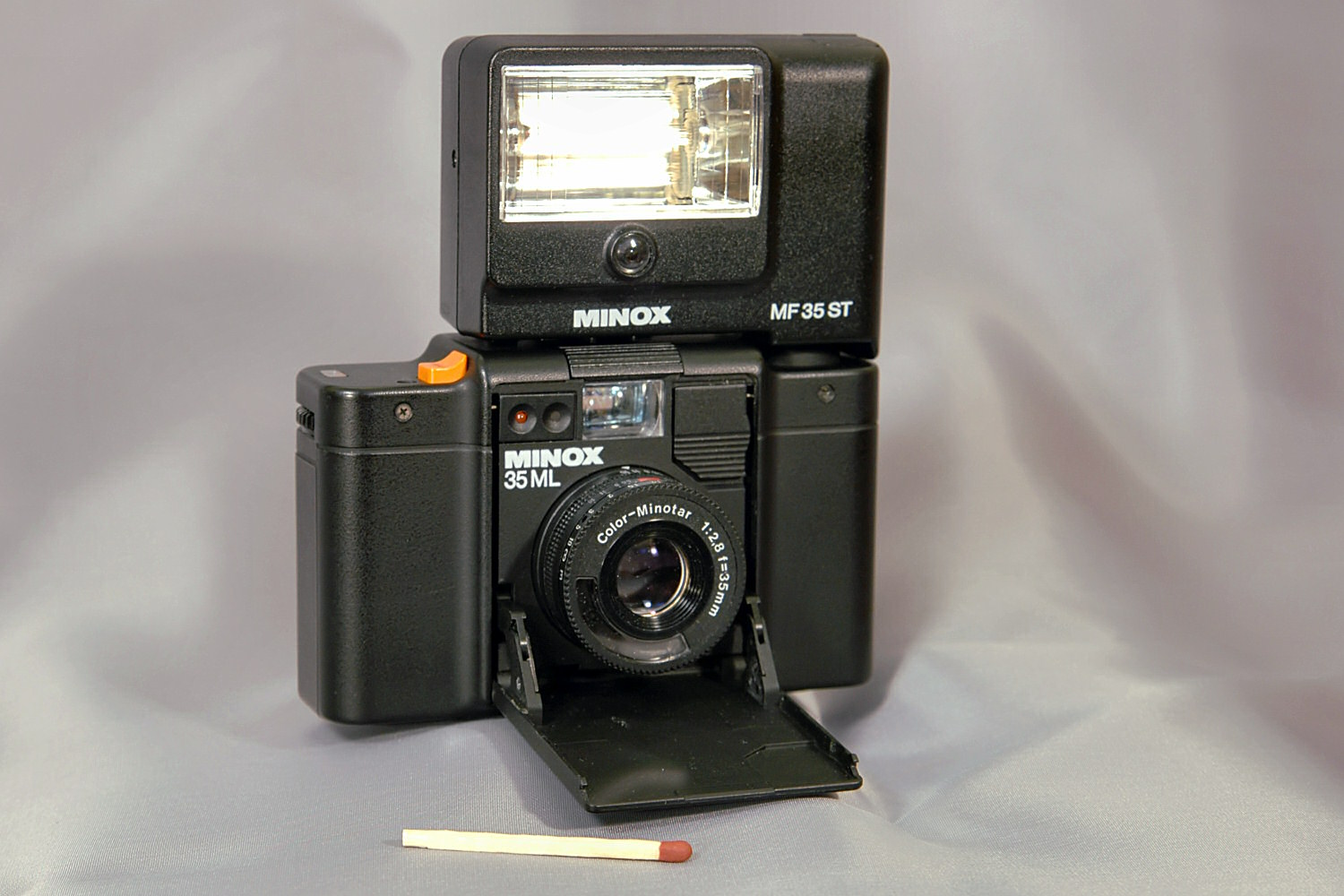
Kleinbild-Sucherkamera Minox 35 ML mit Blitz
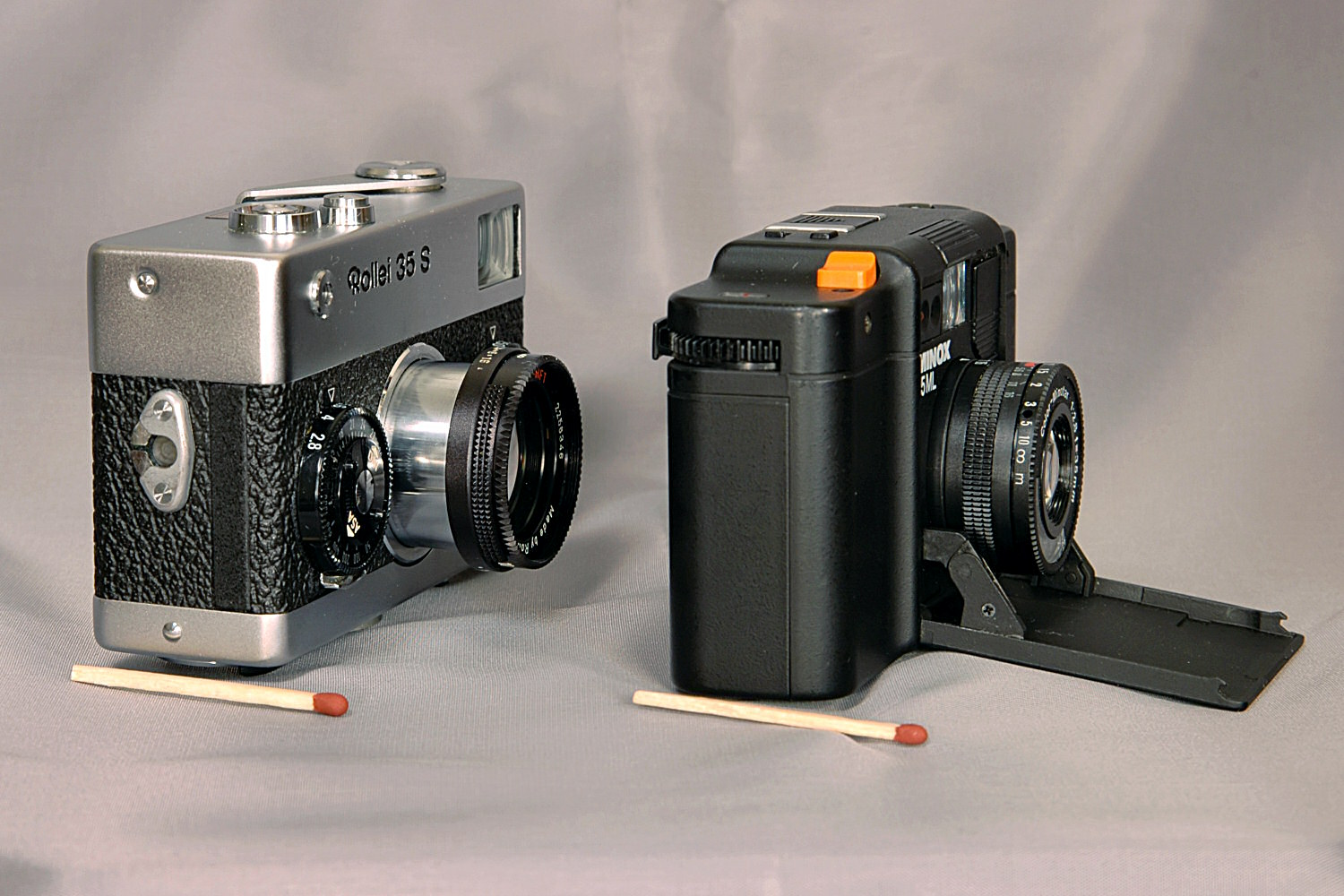
Sucherkameras Rollei 35S und Minox 35 ML